# Werner Graeff
Werner Graeff (sau Gräff) (n. 24 august 1901, Sonnborn⁠(d), Regatul Prusiei, Imperiul German – d. 29 august 1978, Blacksburg⁠(d), Virginia, SUA) a fost sculptor, pictor, grafician, fotograf, realizator de film și inventator german, asociat cu mișcările artistice de avangardă ale constructivismului, Bauhaus și De Stijl.

## Biografie

### Bauhaus
În 1921 a început să studieze la Bauhaus din Weimar. Aici a ajuns curând sub influența artistică a lui Theo van Doesburg și a participat la o întâlnire artistică importantă, în mai 1922, unde van Doesberg, El Lissitzky și Hans Richter au planificat intervenția Internaționalei Constructiviste la Congresul Internațional al Artiștilor Progresivi desfășurat la Düsseldorf, în perioada 29 – 31 mai 1922.

### G
În 1923, a lucrat cu Richter și Lissitzky la producția G - Material zur elementaren Gestaltung (G - Revista pentru construcții elementare).

### Film
În 1928, a scris și realizat, împreună cu Hans Richter, filmul Fantome înainte de micul dejun.

## Galerie de imagini
Două din sculpturile lui Graeff se găsesc expuse în aer liber, în Skulpturenmuseum Glaskasten din Marl landul North Rhine-Westphalia din Germania.

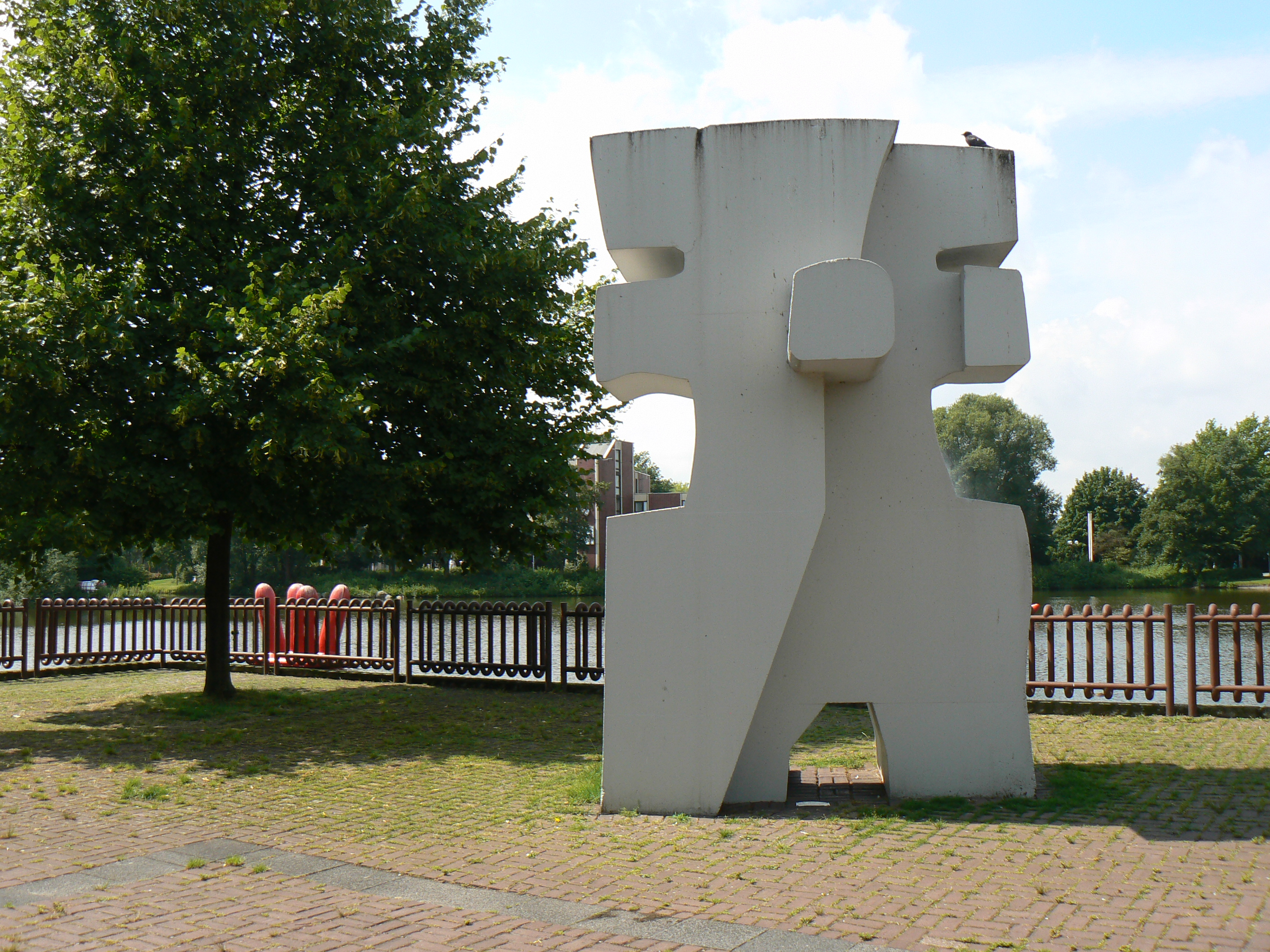
Marlsku (1970)
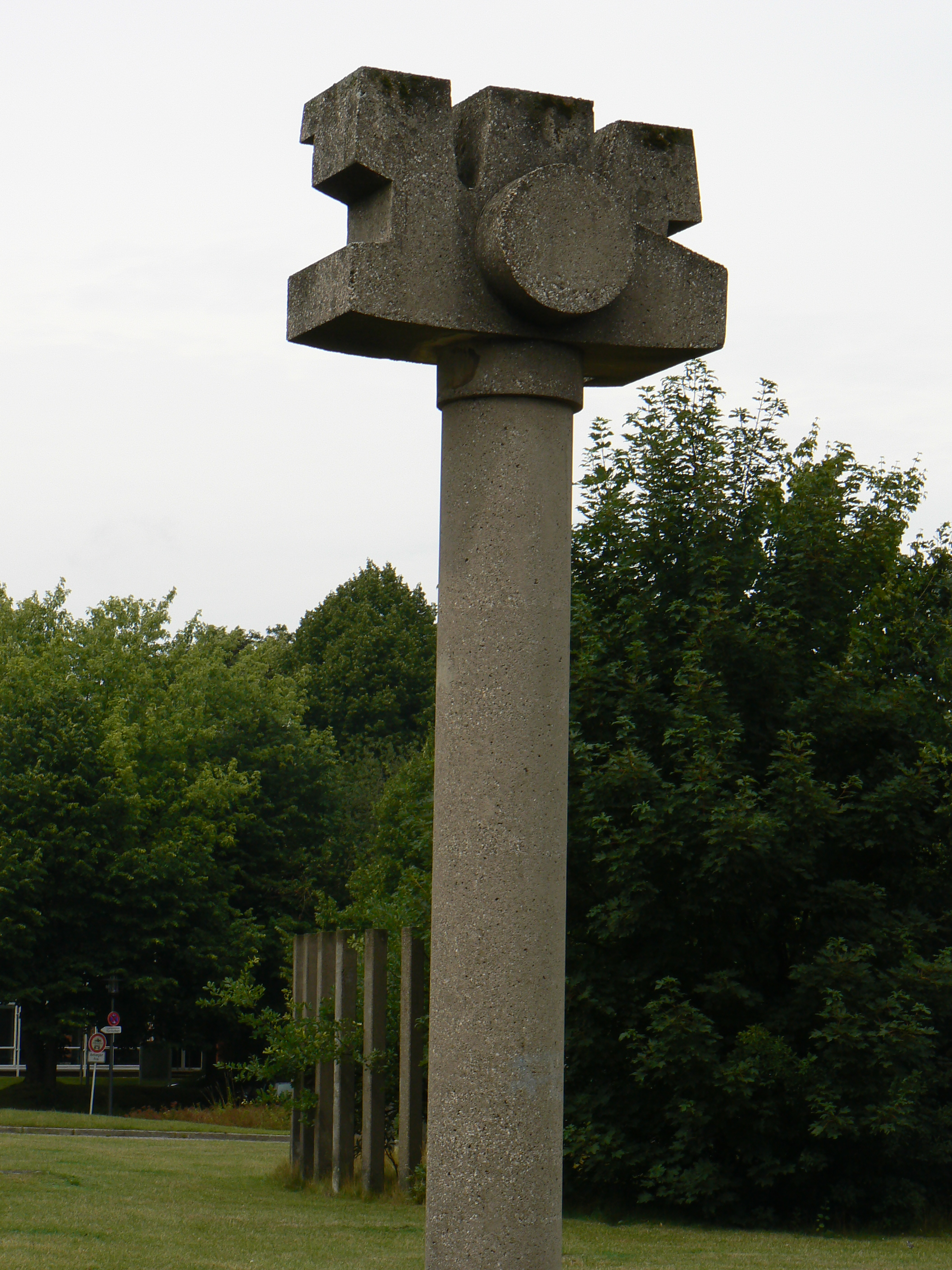
Polsku (1972)
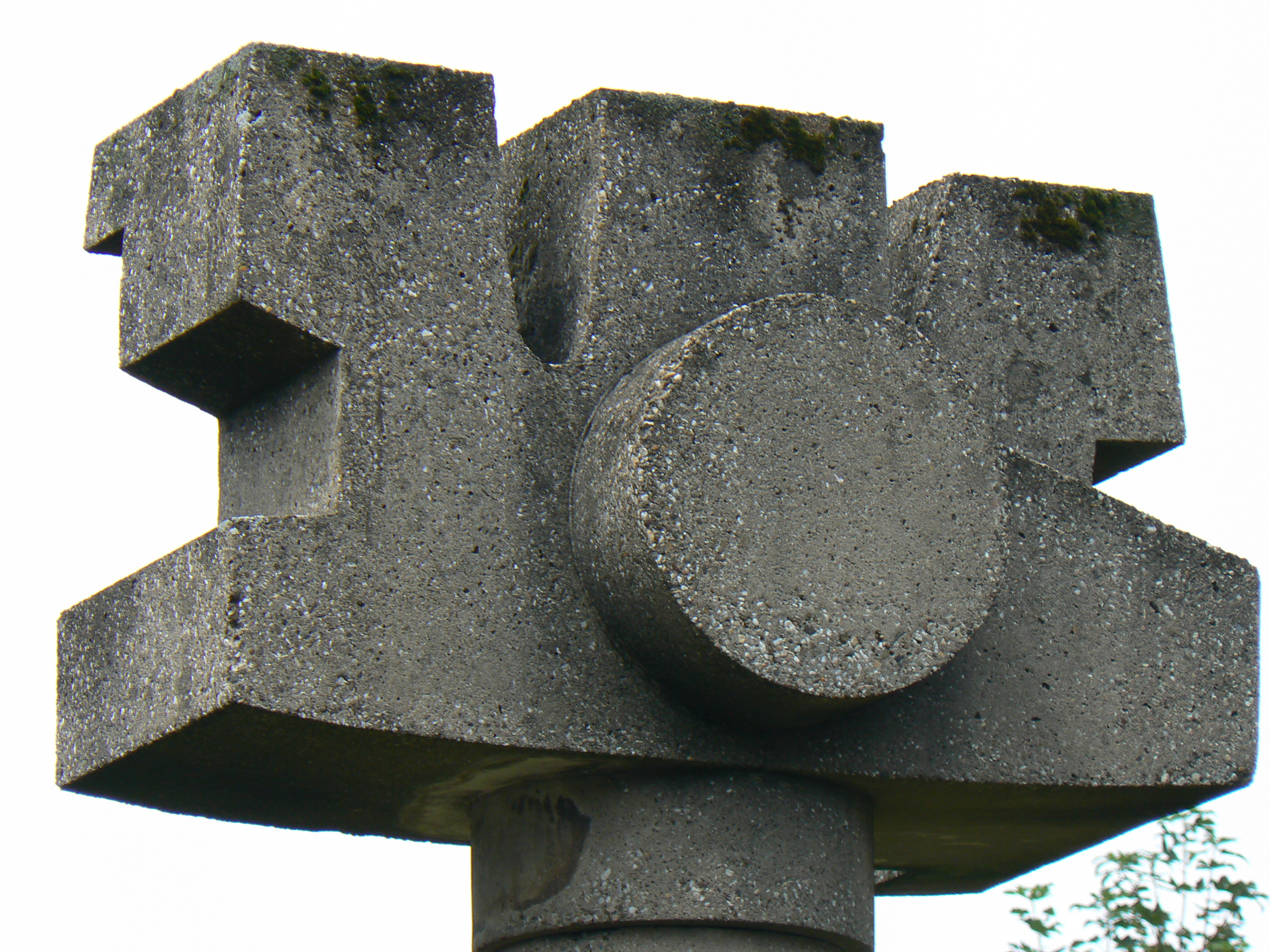
Polsku (detaliu)